# Михаил Мил
Михаил Мил е един от най-известните руски конструктори на вертолети, доктор на технически науки, герой на социалистическия труд, лауреат на Ленинска премия и държавна премия на СССР.

## Биография
Детството и юношеството на Михаил преминават в Иркутск. Неговият баща Леонтий Мил е железопътен служител, майка му Мария Ефимовна е стоматолог. От детството си Михаил проявява различни таланти: рисува, увлича се от музиката и лесно изучава чужди езици.
Завършва висшето си образование в началото на 30-те годинина ХХ век в Донски политехнически институт в Новочеркаск. По време на ваканциите помага на Николай Камов за създаването на автожир и след получаването на дипломата започва работа при него. Тук той работи по различни проекти на автожири и подемни машини. През 1939 г. Мил става заместник на Камов. След започването на Втората световна война известно време служи като инженер при създаването и използването на автожир А-7 при бойни условия.
През 1943 г. става кандидат на техническите науки и през 1945 г. доктор на науките. През декември 1947 г. е създадено конструкторското бюро ОКБ „Мил“ и след това следват разработките на вертолетите Ми-1, Ми-2, Ми-4, Ми-6, Ми-8 (експортен вариант Ми-17), Ми-10, Ми-12 (или В-12).